# Arsenal FC in het seizoen 2016/17
Dit artikel beschrijft de prestaties van de Engelse voetbalclub Arsenal FC in het seizoen 2016–2017.

## Selectie
| No.           | Naam                    | Nationaliteit    | Geboortedatum | Vorige club         |
| ------------- | ----------------------- | ---------------- | ------------- | ------------------- |
| Keepers       |                         |                  |               |                     |
| 13            | David Ospina            | Colombia         | 31-08-1988    | OGC Nice            |
| 26            | Damián Martínez         | Argentinië       | 02-09-1992    | Sheffield Wednesday |
| 33            | Petr Čech               | Tsjechië         | 20-05-1982    | Chelsea             |
| Verdedigers   |                         |                  |               |                     |
| 2             | Mathieu Debuchy         | Frankrijk        | 28-07-1985    | Newcastle United    |
| 3             | Kieran Gibbs            | Engeland         | 26-09-1989    | /                   |
| 4             | Per Mertesacker         | Duitsland        | 29-09-1984    | Werder Bremen       |
| 5             | Gabriel Paulista        | Brazilië         | 26-11-1990    | Villarreal          |
| 6             | Laurent Koscielny       | Frankrijk        | 10-09-1985    | FC Lorient          |
| 16            | Rob Holding             | Engeland         | 20-09-1995    | Bolton Wanderers    |
| 18            | Nacho Monreal           | Spanje           | 26-02-1986    | Málaga CF           |
| 20            | Shkodran Mustafi        | Duitsland        | 17-04-1992    | Valencia CF         |
| 24            | Héctor Bellerín         | Spanje           | 10-03-1995    | /                   |
| 25            | Carl Jenkinson          | Engeland         | 08-02-1992    | West Ham United     |
| Middenvelders |                         |                  |               |                     |
| 8             | Aaron Ramsey            | Wales            | 26-12-1990    | Cardiff City        |
| 11            | Mesut Özil              | Duitsland        | 15-10-1988    | Real Madrid         |
| 15            | Alex Oxlade-Chamberlain | Engeland         | 15-08-1993    | Southampton         |
| 17            | Alex Iwobi              | Nigeria          | 03-05-1996    | /                   |
| 19            | Santi Cazorla           | Spanje           | 13-12-1984    | Málaga CF           |
| 29            | Granit Xhaka            | Zwitserland      | 27-09-1992    | Mönchengladbach     |
| 31            | Jeff Reine-Adélaïde     | Frankrijk        | 17-01-1998    | RC Lens             |
| 34            | Francis Coquelin        | Frankrijk        | 13-05-1991    | SC Freiburg         |
| 35            | Mohamed Elneny          | Egypte           | 11-07-1992    | FC Basel            |
| 37            | Krystian Bielik         | Polen            | 04-01-1998    | Legia Warschau      |
| 40            | Gedion Zelalem          | Verenigde Staten | 26-01-1997    | Glasgow Rangers     |
| 55            | Ainsley Maitland-Niles  | Engeland         | 29-08-1997    | /                   |
| Aanvallers    |                         |                  |               |                     |
| 7             | Alexis Sánchez          | Chili            | 19-12-1988    | FC Barcelona        |
| 9             | Lucas Pérez             | Spanje           | 10-09-1988    | Deportivo La Coruña |
| 12            | Olivier Giroud          | Frankrijk        | 30-09-1986    | Montpellier         |
| 14            | Theo Walcott            | Engeland         | 16-03-1989    | Southampton         |
| 22            | Yaya Sanogo             | Frankrijk        | 27-01-1993    | Auxerre             |
| 23            | Danny Welbeck           | Engeland         | 26-11-1990    | Manchester United   |
| 32            | Chuba Akpom             | Engeland         | 09-10-1995    | /                   |
| 68            | Chris Willock           | Engeland         | 31-01-1998    | /                   |

- = Aanvoerder

### Technische staf
|                 |                      |                       |
| Functie         | Naam                 | Nationaliteit         |
| Coach           | Arsène Wenger (foto) | Frankrijk             |
| Assistent-coach | Steve Bould          | Engeland              |
| Assistent-coach | Boro Primorac        | Bosnië en Herzegovina |
| Assistent-coach | Neil Banfield        | Engeland              |
| Keeperstrainer  | Gerry Peyton         | Ierland               |

## Resultaten
Een overzicht van de competities waaraan Arsenal in het seizoen 2016-2017 deelneemt.
| Premier League | FA Cup  | League Cup  | Champions League |
| -------------- | ------- | ----------- | ---------------- |
|                |         |             |                  |
| Vijfde         | Winnaar | Kwartfinale | 1/8 finale       |

## Uitrustingen
Shirtsponsor(s): Fly Emirates

Sportmerk: Puma
| Thuis | Uit | Alternatief | Doelman | Doelman | Doelman |

## Transfers

### Zomer
| Naam                 | Nationaliteit    | Van/naar                 | Prijs          |
| -------------------- | ---------------- | ------------------------ | -------------- |
| Inkomend             |                  |                          |                |
| Granit Xhaka         | Zwitserland      | Mönchengladbach          | € 40.000.000   |
| Takuma Asano         | Japan            | Sanfrecce Hiroshima      | € 940.000      |
| Rob Holding          | Engeland         | Bolton Wanderers         | € 2.400.000    |
| Kelechi Nwakali      | Nigeria          | Diamond Football Academy | € 3.500.000    |
| Lucas Pérez Martínez | Spanje           | Deportivo La Coruña      | n.n.b.         |
| Shkodran Mustafi     | Duitsland        | Valencia CF              | n.n.b.         |
| TOTAAL UITGAVEN:     | TOTAAL UITGAVEN: | TOTAAL UITGAVEN:         | € 46.640.000   |
| Uitgaand             |                  |                          |                |
| Mikel Arteta         | Spanje           |                          | Einde carrière |
| Tomáš Rosický        | Tsjechië         | Sparta Praag             | Transfervrij   |
| Mathieu Flamini      | Frankrijk        | Crystal Palace           | Transfervrij   |
| Isaac Hayden         | Engeland         | Newcastle United         | € 3.000.000    |
| Wellington Silva     | Brazilië         | Fluminense               | niet bekend    |
| Serge Gnabry         | Duitsland        | Werder Bremen            | niet bekend    |
| TOTAAL INKOMEN:      | TOTAAL INKOMEN:  | TOTAAL INKOMEN:          | € 3.000.000    |

### Verhuurde spelers
| Naam              | Nationaliteit | Van/naar          | Begin huur       | Einde huur   |
| ----------------- | ------------- | ----------------- | ---------------- | ------------ |
| Uitgaand          |               |                   |                  |              |
| Dan Crowley       | Engeland      | Oxford United     | 1 juli 2016      | 30 juni 2017 |
| Ryan Huddart      | Engeland      | Eastleigh FC      | 1 juli 2016      | 30 juni 2017 |
| Jon Toral         | Spanje        | Granada           | 15 juli 2016     | 30 juni 2017 |
| Glen Kamara       | Finland       | FC Dordrecht      | 28 juli 2016     | 30 juni 2017 |
| Wojciech Szczęsny | Polen         | AS Roma           | 4 augustus 2016  | 30 juni 2017 |
| Stefan O'Connor   | Engeland      | MVV Maastricht    | 5 augustus 2016  | 30 juni 2017 |
| Julio Pleguezuelo | Spanje        | RCD Mallorca      | 5 augustus 2016  | 30 juni 2017 |
| Tafari Moore      | Engeland      | FC Utrecht        | 17 augustus 2016 | 30 juni 2017 |
| Joel Campbell     | Engeland      | Sporting Lissabon | 21 augustus 2016 | 30 juni 2017 |
| Takuma Asano      | Japan         | VfB Stuttgart     | 26 augustus 2016 | 30 juni 2017 |
| Calum Chambers    | Engeland      | Middlesbrough     | 30 augustus 2016 | 30 juni 2017 |
| Jack Wilshere     | Engeland      | Bournemouth       | 31 augustus 2016 | 30 juni 2017 |

## Premier League

### Wedstrijden
| Wedstrijddetails                                    | Thuisploeg                                      | Uitslag                     | Uitploeg                                                            | Opstelling | Kaarten                                         |
| --------------------------------------------------- | ----------------------------------------------- | --------------------------- | ------------------------------------------------------------------- | --- | ----------------------------------------------- |
| Heenronde                                           |                                                 |                             |                                                                     | |                                                 |
| 14 augustus 2016 17:00 Emirates Stadium Londen      | Arsenal FC                                      | 3-4                         | Liverpool FC                                                        | Čech Bellerín, Holding, Chambers, Monreal Coquelin, Elneny (67' Xhaka), Ramsey (61' Cazorla) Walcott, Sánchez, Iwobi (59' Oxlade-Chamberlain)           | 37' Coquelin 57' Iwobi 86' Xhaka                |
| 14 augustus 2016 17:00 Emirates Stadium Londen      | 31' Walcott 64' Oxlade-Chamberlain 75' Chambers | 1-0 1-1 1-2 1-3 1-4 2-4 3-4 | 45+1' Coutinho 49' Lallana 59' Coutinho 63' Mané                    | Čech Bellerín, Holding, Chambers, Monreal Coquelin, Elneny (67' Xhaka), Ramsey (61' Cazorla) Walcott, Sánchez, Iwobi (59' Oxlade-Chamberlain)           | 37' Coquelin 57' Iwobi 86' Xhaka                |
| 20 augustus 2016 18:30 King Power Stadium Leicester | Leicester City                                  | 0-0                         | Arsenal FC                                                          | Čech Bellerín, Holding, Koscielny, Monreal Coquelin, Xhaka (73' Wilshere), Cazorla (73' Özil) Walcott, Sánchez, Oxlade-Chamberlain (78' Giroud)         | 24' Coquelin 90+2' Holding                      |
| 20 augustus 2016 18:30 King Power Stadium Leicester |                                                 |                             |                                                                     | Čech Bellerín, Holding, Koscielny, Monreal Coquelin, Xhaka (73' Wilshere), Cazorla (73' Özil) Walcott, Sánchez, Oxlade-Chamberlain (78' Giroud)         | 24' Coquelin 90+2' Holding                      |
| 27 augustus 2016 16:00 Vicarage Road Watford        | Watford FC                                      | 1-3                         | Arsenal FC                                                          | Čech Bellerín, Holding, Koscielny, Monreal (74' Gibbs) Cazorla, Xhaka, Özil (70' Wilshere) Walcott, Sánchez, Oxlade-Chamberlain (70' Elneny)            | 90+2' Wilshere                                  |
| 27 augustus 2016 16:00 Vicarage Road Watford        | 57' Pereyra                                     | 0-1 0-2 0-3 1-3             | 9' Cazorla (pen.) 40' Sánchez 45+1' Özil                            | Čech Bellerín, Holding, Koscielny, Monreal (74' Gibbs) Cazorla, Xhaka, Özil (70' Wilshere) Walcott, Sánchez, Oxlade-Chamberlain (70' Elneny)            | 90+2' Wilshere                                  |
| 10 september 2016 16:00 Emirates Stadium Londen     | Arsenal FC                                      | 2-1                         | Southampton FC                                                      | Čech Bellerín, Mustafi, Koscielny, Monreal Cazorla, Coquelin, Özil Walcott (75' Iwobi), Pérez (62' Giroud), Oxlade-Chamberlain (62' Sánchez)            | 16' Monreal 26' Cazorla                         |
| 10 september 2016 16:00 Emirates Stadium Londen     | 29' Koscielny 90+4' Cazorla (pen.)              | 0-1 1-1 2-1                 | 18' Čech (own)                                                      | Čech Bellerín, Mustafi, Koscielny, Monreal Cazorla, Coquelin, Özil Walcott (75' Iwobi), Pérez (62' Giroud), Oxlade-Chamberlain (62' Sánchez)            | 16' Monreal 26' Cazorla                         |
| 17 september 2016 16:00 KCOM Stadium Hull           | Hull City                                       | 1-4                         | Arsenal FC                                                          | Čech Bellerín, Mustafi, Koscielny, Monreal Cazorla (67' Xhaka), Coquelin, Özil Walcott (88' Pérez), Sánchez, Iwobi (77' Elneny)                         | 34' Cazorla 78' Čech                            |
| 17 september 2016 16:00 KCOM Stadium Hull           | 79' Snodgrass (pen.)                            | 0-1 0-2 1-2 1-3 1-4         | 17' Sánchez 55' Walcott 83' Sánchez 90+2' Xhaka                     | Čech Bellerín, Mustafi, Koscielny, Monreal Cazorla (67' Xhaka), Coquelin, Özil Walcott (88' Pérez), Sánchez, Iwobi (77' Elneny)                         | 34' Cazorla 78' Čech                            |
| 24 september 2016 18:30 Emirates Stadium Londen     | Arsenal FC                                      | 3-0                         | Chelsea FC                                                          | Čech Bellerín, Mustafi, Koscielny, Monreal Cazorla, Coquelin (32' Xhaka), Özil Walcott, Sánchez (79' Giroud), Iwobi (69' Gibbs)                         |                                                 |
| 24 september 2016 18:30 Emirates Stadium Londen     | 11' Sánchez 14' Walcott 40' Özil                | 1-0 2-0 3-0                 |                                                                     | Čech Bellerín, Mustafi, Koscielny, Monreal Cazorla, Coquelin (32' Xhaka), Özil Walcott, Sánchez (79' Giroud), Iwobi (69' Gibbs)                         |                                                 |
| 2 oktober 2016 17:30 Turf Moor Burnley              | Burnley FC                                      | 0-1                         | Arsenal FC                                                          | Čech Bellerín, Mustafi, Koscielny, Monreal Cazorla, Xhaka (71' Elneny), Özil Walcott, Sánchez, Iwobi (71' Oxlade-Chamberlain)                           |                                                 |
| 2 oktober 2016 17:30 Turf Moor Burnley              |                                                 | 0-1                         | 90+3' Koscielny                                                     | Čech Bellerín, Mustafi, Koscielny, Monreal Cazorla, Xhaka (71' Elneny), Özil Walcott, Sánchez, Iwobi (71' Oxlade-Chamberlain)                           |                                                 |
| 15 oktober 2016 16:00 Emirates Stadium Londen       | Arsenal FC                                      | 3-2                         | Swansea City                                                        | Čech Bellerín, Mustafi, Koscielny, Monreal Cazorla, Xhaka, Özil (83' Gibbs) Walcott, Sánchez (82' Oxlade-Chamberlain), Iwobi (68' Coquelin)             | 70' Xhaka                                       |
| 15 oktober 2016 16:00 Emirates Stadium Londen       | 26' Walcott 33' Walcott 57' Özil                | 1-0 2-0 2-1 3-1 3-2         | 38' Sigurðsson 66' Bastón                                           | Čech Bellerín, Mustafi, Koscielny, Monreal Cazorla, Xhaka, Özil (83' Gibbs) Walcott, Sánchez (82' Oxlade-Chamberlain), Iwobi (68' Coquelin)             | 70' Xhaka                                       |
| 22 oktober 2016 16:00 Emirates Stadium Londen       | Arsenal FC                                      | 0-0                         | Middlesbrough                                                       | Čech Bellerín, Mustafi, Koscielny, Monreal Elneny (74' Oxlade-Chamberlain), Coquelin, Özil Walcott, Sánchez, Iwobi (67' Pérez)                          | 64' Mustafi                                     |
| 22 oktober 2016 16:00 Emirates Stadium Londen       |                                                 |                             |                                                                     | Čech Bellerín, Mustafi, Koscielny, Monreal Elneny (74' Oxlade-Chamberlain), Coquelin, Özil Walcott, Sánchez, Iwobi (67' Pérez)                          | 64' Mustafi                                     |
| 29 oktober 2016 18:30 Stadium of Light Sunderland   | Sunderland                                      | 1-4                         | Arsenal FC                                                          | Čech Bellerín, Mustafi, Koscielny, Gibbs Elneny, Coquelin (89' Maitland-Niles), Özil Oxlade-Chamberlain (77' Ramsey), Sánchez, Iwobi (69' Giroud)       | 64' Čech 66' Sánchez 80' Gibbs                  |
| 29 oktober 2016 18:30 Stadium of Light Sunderland   | 65' Defoe (pen.)                                | 0-1 1-1 1-2 1-3 1-4         | 19' Sánchez 71' Giroud 76' Giroud 78' Sánchez                       | Čech Bellerín, Mustafi, Koscielny, Gibbs Elneny, Coquelin (89' Maitland-Niles), Özil Oxlade-Chamberlain (77' Ramsey), Sánchez, Iwobi (69' Giroud)       | 64' Čech 66' Sánchez 80' Gibbs                  |
| 6 november 2016 13:00 Emirates Stadium Londen       | Arsenal FC                                      | 1-1                         | Tottenham Hotspur                                                   | Čech Bellerín, Mustafi, Koscielny, Monreal Coquelin (65' Ramsey), Xhaka, Özil Walcott (71' Oxlade-Chamberlain), Sánchez, Iwobi (70' Giroud)             | 69' Koscielny                                   |
| 6 november 2016 13:00 Emirates Stadium Londen       | 42' Wimmer (own)                                | 1-0 1-1                     | 51' Kane (pen.)                                                     | Čech Bellerín, Mustafi, Koscielny, Monreal Coquelin (65' Ramsey), Xhaka, Özil Walcott (71' Oxlade-Chamberlain), Sánchez, Iwobi (70' Giroud)             | 69' Koscielny                                   |
| 19 november 2016 13:30 Old Trafford Manchester      | Manchester United                               | 1-1                         | Arsenal FC                                                          | Čech Jenkinson (83' Oxlade-Chamberlain), Mustafi, Koscielny, Monreal Coquelin (80' Xhaka), Elneny (73' Giroud), Özil Walcott, Sánchez, Ramsey           | 16' Sánchez 86' Ramsey 90+2' Xhaka              |
| 19 november 2016 13:30 Old Trafford Manchester      | 68' Mata                                        | 1-0 1-1                     | 89' Giroud                                                          | Čech Jenkinson (83' Oxlade-Chamberlain), Mustafi, Koscielny, Monreal Coquelin (80' Xhaka), Elneny (73' Giroud), Özil Walcott, Sánchez, Ramsey           | 16' Sánchez 86' Ramsey 90+2' Xhaka              |
| 27 november 2016 15:15 Emirates Stadium Londen      | Arsenal FC                                      | 3-1                         | Bournemouth                                                         | Čech Debuchy (16' Gabriel), Mustafi, Koscielny, Monreal Elneny, Xhaka, Özil Walcott (76' Giroud), Sánchez, Oxlade-Chamberlain (75' Ramsey)              | 22' Mustafi 62' Sánchez 90+3' Gabriel           |
| 27 november 2016 15:15 Emirates Stadium Londen      | 12' Sánchez 53' Walcott 90+1' Sánchez           | 1-0 1-1 2-1 3-1             | 23' Wilson (pen.)                                                   | Čech Debuchy (16' Gabriel), Mustafi, Koscielny, Monreal Elneny, Xhaka, Özil Walcott (76' Giroud), Sánchez, Oxlade-Chamberlain (75' Ramsey)              | 22' Mustafi 62' Sánchez 90+3' Gabriel           |
| 3 december 2016 18:30 London Stadium Londen         | West Ham United                                 | 1-5                         | Arsenal FC                                                          | Čech Gabriel, Mustafi, Koscielny, Monreal Coquelin (87' Elneny), Xhaka, Özil (88' Iwobi) Walcott (66' Ramsey), Sánchez, Oxlade-Chamberlain (75' Ramsey) | 30' Coquelin 67' Koscielny 82' Mustafi          |
| 3 december 2016 18:30 London Stadium Londen         | 83' Carroll                                     | 0-1 0-2 0-3 1-3 1-4 1-5     | 24' Özil 72' Sánchez 80' Sánchez 84' Oxlade-Chamberlain 86' Sánchez | Čech Gabriel, Mustafi, Koscielny, Monreal Coquelin (87' Elneny), Xhaka, Özil (88' Iwobi) Walcott (66' Ramsey), Sánchez, Oxlade-Chamberlain (75' Ramsey) | 30' Coquelin 67' Koscielny 82' Mustafi          |
| 10 december 2016 16:00 Emirates Stadium Londen      | Arsenal FC                                      | 3-1                         | Stoke City                                                          | Čech Gabriel, Mustafi (25' Bellerín), Koscielny, Monreal Coquelin, Xhaka, Özil Walcott, Sánchez (78' Giroud), Oxlade-Chamberlain (69' Iwobi)            |                                                 |
| 10 december 2016 16:00 Emirates Stadium Londen      | 42' Walcott 49' Özil 75' Iwobi                  | 0-1 1-1 2-1 3-1             | 29' Adam (pen.)                                                     | Čech Gabriel, Mustafi (25' Bellerín), Koscielny, Monreal Coquelin, Xhaka, Özil Walcott, Sánchez (78' Giroud), Oxlade-Chamberlain (69' Iwobi)            |                                                 |
| 13 december 2016 20:45 Goodison Park Liverpool      | Everton FC                                      | 2-1                         | Arsenal FC                                                          | Čech Bellerín, Gabriel, Koscielny, Monreal Coquelin (88' Pérez), Xhaka, Özil Walcott (71' Giroud), Sánchez, Oxlade-Chamberlain (71' Iwobi)              | 84' Koscielny                                   |
| 13 december 2016 20:45 Goodison Park Liverpool      | 44' Coleman 86' Williams                        | 0-1 1-1 2-1                 | 20' Sánchez                                                         | Čech Bellerín, Gabriel, Koscielny, Monreal Coquelin (88' Pérez), Xhaka, Özil Walcott (71' Giroud), Sánchez, Oxlade-Chamberlain (71' Iwobi)              | 84' Koscielny                                   |
| 18 december 2016 17:00 Etihad Stadium Manchester    | Manchester City                                 | 2-1                         | Arsenal FC                                                          | Čech Bellerín, Gabriel, Koscielny, Monreal Coquelin (75' Giroud), Xhaka, Özil Walcott, Sánchez, Iwobi (65' Oxlade-Chamberlain)(78' Elneny)              | 88' Elneny 90+4' Gabriel                        |
| 18 december 2016 17:00 Etihad Stadium Manchester    | 47' Sané 71' Sterling                           | 0-1 1-1 2-1                 | 5' Walcott                                                          | Čech Bellerín, Gabriel, Koscielny, Monreal Coquelin (75' Giroud), Xhaka, Özil Walcott, Sánchez, Iwobi (65' Oxlade-Chamberlain)(78' Elneny)              | 88' Elneny 90+4' Gabriel                        |
| 26 december 2016 16:00 Emirates Stadium Londen      | Arsenal FC                                      | 1-0                         | West Bromwich Albion                                                | Čech Bellerín, Gabriel, Koscielny, Gibbs (71' Monreal) Coquelin (74' Ramsey), Xhaka, Özil Iwobi (71' Pérez), Giroud, Sánchez                            | 42' Giroud 65' Gibbs 88' Ramsey                 |
| 26 december 2016 16:00 Emirates Stadium Londen      | 86' Giroud                                      | 1-0                         |                                                                     | Čech Bellerín, Gabriel, Koscielny, Gibbs (71' Monreal) Coquelin (74' Ramsey), Xhaka, Özil Iwobi (71' Pérez), Giroud, Sánchez                            | 42' Giroud 65' Gibbs 88' Ramsey                 |
| 1 januari 2017 17:00 Emirates Stadium Londen        | Arsenal FC                                      | 2-0                         | Crystal Palace                                                      | Čech Bellerín, Gabriel, Koscielny, Monreal Elneny (72' Coquelin), Xhaka, Iwobi (77' Oxlade-Chamberlain) Pérez (72' Ramsey), Giroud, Sánchez             | 83' Monreal                                     |
| 1 januari 2017 17:00 Emirates Stadium Londen        | 17' Giroud 56' Iwobi                            | 1-0 2-0                     |                                                                     | Čech Bellerín, Gabriel, Koscielny, Monreal Elneny (72' Coquelin), Xhaka, Iwobi (77' Oxlade-Chamberlain) Pérez (72' Ramsey), Giroud, Sánchez             | 83' Monreal                                     |
| Terugronde                                          |                                                 |                             |                                                                     | |                                                 |
| 3 januari 2017 20:45 Vitality Stadium Bournemouth   | Bournemouth                                     | 3-3                         | Arsenal FC                                                          | Čech Bellerín, Mustafi, Koscielny (64' Gabriel), Monreal Coquelin (28' Oxlade-Chamberlain), Xhaka, Ramsey Iwobi (63' Pérez), Giroud, Sánchez            | 32' Bellerín 45+3' Ramsey 80' Mustafi           |
| 3 januari 2017 20:45 Vitality Stadium Bournemouth   | 16' Daniels 20' Wilson (pen.) 58' Fraser        | 1-0 2-0 3-0 3-1 3-2 3-3     | 70' Sánchez 75' Pérez 90+2' Giroud                                  | Čech Bellerín, Mustafi, Koscielny (64' Gabriel), Monreal Coquelin (28' Oxlade-Chamberlain), Xhaka, Ramsey Iwobi (63' Pérez), Giroud, Sánchez            | 32' Bellerín 45+3' Ramsey 80' Mustafi           |
| 14 januari 2017 16:00 Liberty Stadium Swansea       | Swansea City                                    | 0-4                         | Arsenal FC                                                          | Čech Gabriel, Mustafi, Koscielny, Monreal Ramsey, Xhaka, Özil (79' Pérez) Iwobi, Giroud (60' Oxlade-Chamberlain), Sánchez (79' Welbeck)                 |                                                 |
| 14 januari 2017 16:00 Liberty Stadium Swansea       |                                                 | 0-1 0-2 0-3 0-4             | 37' Giroud 54' Cork (own) 67' Naughton (own) 73' Sánchez            | Čech Gabriel, Mustafi, Koscielny, Monreal Ramsey, Xhaka, Özil (79' Pérez) Iwobi, Giroud (60' Oxlade-Chamberlain), Sánchez (79' Welbeck)                 |                                                 |
| 22 januari 2017 15:15 Emirates Stadium Londen       | Arsenal FC                                      | 2-1                         | Burnley FC                                                          | Čech Gabriel, Mustafi, Koscielny, Monreal Ramsey, Xhaka, Özil (89' Bellerín) Iwobi (69' Coquelin), Giroud (87' Welbeck), Sánchez                        | 65' Xhaka 90+5' Mustafi                         |
| 22 januari 2017 15:15 Emirates Stadium Londen       | 59' Mustafi 90+8' Sánchez (pen.)                | 1-0 1-1 2-1                 | 90+3' Gray (pen.)                                                   | Čech Gabriel, Mustafi, Koscielny, Monreal Ramsey, Xhaka, Özil (89' Bellerín) Iwobi (69' Coquelin), Giroud (87' Welbeck), Sánchez                        | 65' Xhaka 90+5' Mustafi                         |
| 31 januari 2017 20:45 Emirates Stadium Londen       | Arsenal FC                                      | 1-2                         | Watford FC                                                          | Čech Gabriel, Mustafi, Koscielny, Monreal Ramsey (20' Oxlade-Chamberlain), Coquelin (67' Pérez), Özil Iwobi, Giroud (46' Walcott), Sánchez              | 21' Gabriel 25' Monreal 86' Sánchez             |
| 31 januari 2017 20:45 Emirates Stadium Londen       | 58' Iwobi                                       | 0-1 0-2 1-2                 | 10' Kaboul 13' Deeney                                               | Čech Gabriel, Mustafi, Koscielny, Monreal Ramsey (20' Oxlade-Chamberlain), Coquelin (67' Pérez), Özil Iwobi, Giroud (46' Walcott), Sánchez              | 21' Gabriel 25' Monreal 86' Sánchez             |
| 4 februari 2017 13:30 Stamford Bridge Londen        | Chelsea FC                                      | 3-1                         | Arsenal FC                                                          | Čech Bellerín (17' Gabriel), Mustafi, Koscielny, Monreal Oxlade-Chamberlain, Coquelin (65' Giroud), Özil Walcott (70' Welbeck), Sánchez, Iwobi          | 23' Mustafi                                     |
| 4 februari 2017 13:30 Stamford Bridge Londen        | 13' Alonso 53' Hazard 85' Fàbregas              | 1-0 2-0 3-0 3-1             | 90+1' Giroud                                                        | Čech Bellerín (17' Gabriel), Mustafi, Koscielny, Monreal Oxlade-Chamberlain, Coquelin (65' Giroud), Özil Walcott (70' Welbeck), Sánchez, Iwobi          | 23' Mustafi                                     |
| 11 februari 2017 13:30 Emirates Stadium Londen      | Arsenal FC                                      | 2-0                         | Hull City                                                           | Čech Bellerín, Mustafi, Koscielny, Gibbs Oxlade-Chamberlain (82' Pérez), Coquelin, Özil Walcott (69' Elneny), Sánchez, Iwobi (82' Welbeck)              | 53' Walcott 54' Gibbs 76' Sánchez               |
| 11 februari 2017 13:30 Emirates Stadium Londen      | 34' Sánchez 90+3' Sánchez (pen.)                | 1-0 2-0                     |                                                                     | Čech Bellerín, Mustafi, Koscielny, Gibbs Oxlade-Chamberlain (82' Pérez), Coquelin, Özil Walcott (69' Elneny), Sánchez, Iwobi (82' Welbeck)              | 53' Walcott 54' Gibbs 76' Sánchez               |
| 4 maart 2017 18:30 Anfield Liverpool                | Liverpool FC                                    | 3-1                         | Arsenal FC                                                          | Čech Bellerín, Mustafi, Koscielny, Monreal Coquelin (46' Sánchez), Xhaka, Iwobi Oxlade-Chamberlain, Giroud (74' Pérez), Welbeck (74' Walcott)           | 34' Coquelin 78' Xhaka                          |
| 4 maart 2017 18:30 Anfield Liverpool                | 9' Firmino 40' Mané 90+1' Wijnaldum             | 1-0 2-0 2-1 3-1             | 57' Welbeck                                                         | Čech Bellerín, Mustafi, Koscielny, Monreal Coquelin (46' Sánchez), Xhaka, Iwobi Oxlade-Chamberlain, Giroud (74' Pérez), Welbeck (74' Walcott)           | 34' Coquelin 78' Xhaka                          |
| 18 maart 2017 13:30 The Hawthorns West Bromwich     | West Bromwich Albion                            | 3-1                         | Arsenal FC                                                          | Čech (38' Ospina) Bellerín, Mustafi, Koscielny, Monreal Ramsey, Xhaka, Oxlade-Chamberlain Walcott (65' Giroud), Welbeck, Sánchez (78' Iwobi)            |                                                 |
| 18 maart 2017 13:30 The Hawthorns West Bromwich     | 12' Dawson 55' Robson-Kanu 75' Dawson           | 1-0 1-1 2-1 3-1             | 15' Sánchez                                                         | Čech (38' Ospina) Bellerín, Mustafi, Koscielny, Monreal Ramsey, Xhaka, Oxlade-Chamberlain Walcott (65' Giroud), Welbeck, Sánchez (78' Iwobi)            |                                                 |
| 2 april 2017 17:00 Emirates Stadium Londen          | Arsenal FC                                      | 2-2                         | Manchester City                                                     | Ospina Bellerín, Mustafi, Koscielny (46' Gabriel), Monreal Coquelin, Xhaka, Özil Walcott (68' Giroud), Welbeck (77' Iwobi), Sánchez                     | 15' Coquelin 32' Xhaka 61' Mustafi              |
| 2 april 2017 17:00 Emirates Stadium Londen          | 40' Walcott 53' Mustafi                         | 0-1 1-1 1-2 2-2             | 5' Sané 42' Agüero                                                  | Ospina Bellerín, Mustafi, Koscielny (46' Gabriel), Monreal Coquelin, Xhaka, Özil Walcott (68' Giroud), Welbeck (77' Iwobi), Sánchez                     | 15' Coquelin 32' Xhaka 61' Mustafi              |
| 5 april 2017 20:45 Emirates Stadium Londen          | Arsenal FC                                      | 3-0                         | West Ham United                                                     | Martínez Bellerín, Mustafi, Gabriel, Monreal Elneny (81' Ramsey), Xhaka, Özil Walcott (81' Oxlade-Chamberlain), Welbeck (74' Giroud), Sánchez           | 18' Bellerín 62' Mustafi                        |
| 5 april 2017 20:45 Emirates Stadium Londen          | 58' Özil 68' Walcott 83' Giroud                 | 1-0 2-0 3-0                 |                                                                     | Martínez Bellerín, Mustafi, Gabriel, Monreal Elneny (81' Ramsey), Xhaka, Özil Walcott (81' Oxlade-Chamberlain), Welbeck (74' Giroud), Sánchez           | 18' Bellerín 62' Mustafi                        |
| 10 april 2017 21:00 Selhurst Park Londen            | Crystal Palace                                  | 3-0                         | Arsenal FC                                                          | Martínez Bellerín, Mustafi, Gabriel, Monreal Elneny (59' Ramsey), Xhaka, Özil Walcott (69' Oxlade-Chamberlain), Welbeck (60' Giroud), Sánchez           | 22' Mustafi                                     |
| 10 april 2017 21:00 Selhurst Park Londen            | 17' Townsend 63' Cabaye 68' Milivojević (pen.)  | 1-0 2-0 3-0                 |                                                                     | Martínez Bellerín, Mustafi, Gabriel, Monreal Elneny (59' Ramsey), Xhaka, Özil Walcott (69' Oxlade-Chamberlain), Welbeck (60' Giroud), Sánchez           | 22' Mustafi                                     |
| 17 april 2017 21:00 Riverside Stadium Middlesbrough | Middlesbrough FC                                | 1-2                         | Arsenal FC                                                          | Čech Gabriel, Koscielny, Holding Oxlade-Chamberlain, Ramsey, Xhaka, Monreal Özil (90' Bellerín), Giroud, Sánchez (90' Coquelin)                         |                                                 |
| 17 april 2017 21:00 Riverside Stadium Middlesbrough | 50' Negredo                                     | 0-1 1-1 1-2                 | 42' Sánchez 71' Özil                                                | Čech Gabriel, Koscielny, Holding Oxlade-Chamberlain, Ramsey, Xhaka, Monreal Özil (90' Bellerín), Giroud, Sánchez (90' Coquelin)                         |                                                 |
| 26 april 2017 20:45 Emirates Stadium Londen         | Arsenal FC                                      | 1-0                         | Sunderland                                                          | Čech Gabriel, Koscielny, Monreal Bellerín, Coquelin (75' Ramsey), Xhaka, Gibbs (68' Welbeck) Walcott (75' Giroud), Sánchez, Özil                        | 82' Xhaka 90+3' Sánchez                         |
| 26 april 2017 20:45 Emirates Stadium Londen         | 86' Huth (own)                                  | 1-0                         |                                                                     | Čech Gabriel, Koscielny, Monreal Bellerín, Coquelin (75' Ramsey), Xhaka, Gibbs (68' Welbeck) Walcott (75' Giroud), Sánchez, Özil                        | 82' Xhaka 90+3' Sánchez                         |
| 30 april 2017 17:30 White Hart Lane Londen          | Tottenham Hotspur                               | 2-0                         | Arsenal FC                                                          | Čech Gabriel (75' Bellerín), Koscielny, Monreal Oxlade-Chamberlain, Ramsey, Xhaka (65' Welbeck), Gibbs Özil, Giroud (81' Walcott), Sánchez              | 70' Gabriel 73' Giroud 76' Monreal              |
| 30 april 2017 17:30 White Hart Lane Londen          | 55' Alli 58' Kane (pen.)                        | 1-0 2-0                     |                                                                     | Čech Gabriel (75' Bellerín), Koscielny, Monreal Oxlade-Chamberlain, Ramsey, Xhaka (65' Welbeck), Gibbs Özil, Giroud (81' Walcott), Sánchez              | 70' Gabriel 73' Giroud 76' Monreal              |
| 7 mei 2017 17:00 Emirates Stadium Londen            | Arsenal FC                                      | 2-0                         | Manchester United                                                   | Čech Holding, Koscielny, Monreal Oxlade-Chamberlain (84' Bellerín), Ramsey, Xhaka (76' Coquelin), Gibbs Özil, Welbeck (84' Giroud), Sánchez             | 67' Koscielny                                   |
| 7 mei 2017 17:00 Emirates Stadium Londen            | 54' Xhaka 57' Welbeck                           | 1-0 2-0                     |                                                                     | Čech Holding, Koscielny, Monreal Oxlade-Chamberlain (84' Bellerín), Ramsey, Xhaka (76' Coquelin), Gibbs Özil, Welbeck (84' Giroud), Sánchez             | 67' Koscielny                                   |
| 10 mei 2017 20:45 St. Mary's Stadium Southampton    | Southampton FC                                  | 0-2                         | Arsenal FC                                                          | Čech Holding, Mustafi, Monreal Oxlade-Chamberlain (36' Bellerín), Ramsey, Xhaka, Gibbs Özil (89' Coquelin), Welbeck (80' Giroud), Sánchez               | 73' Özil 90+3' Bellerín                         |
| 10 mei 2017 20:45 St. Mary's Stadium Southampton    |                                                 | 0-1 0-2                     | 60' Sánchez 83' Giroud                                              | Čech Holding, Mustafi, Monreal Oxlade-Chamberlain (36' Bellerín), Ramsey, Xhaka, Gibbs Özil (89' Coquelin), Welbeck (80' Giroud), Sánchez               | 73' Özil 90+3' Bellerín                         |
| 13 mei 2017 18:30 Britannia Stadium Stoke-on-Trent  | Stoke City                                      | 1-4                         | Arsenal FC                                                          | Čech Holding, Mustafi, Koscielny Bellerín, Coquelin, Xhaka, Monreal Özil (83' Welbeck), Giroud (84' Walcott), Sánchez (77' Ramsey)                      | 28' Mustafi 78' Holding                         |
| 13 mei 2017 18:30 Britannia Stadium Stoke-on-Trent  | 67' Crouch                                      | 0-1 0-2 1-2 1-3 1-4         | 42' Giroud 55' Özil 76' Sánchez 80' Giroud                          | Čech Holding, Mustafi, Koscielny Bellerín, Coquelin, Xhaka, Monreal Özil (83' Welbeck), Giroud (84' Walcott), Sánchez (77' Ramsey)                      | 28' Mustafi 78' Holding                         |
| 16 mei 2017 20:45 Emirates Stadium Londen           | Arsenal FC                                      | 2-0                         | Sunderland                                                          | Čech Holding, Mustafi, Monreal Bellerín, Ramsey (69' Welbeck), Xhaka, Gibbs (69' Iwobi) Özil, Giroud (85' Walcott), Sánchez                             | 22' Bellerín 54' Monreal 55' Özil 90+2' Mustafi |
| 16 mei 2017 20:45 Emirates Stadium Londen           | 72' Sánchez 81' Sánchez                         | 1-0 2-0                     |                                                                     | Čech Holding, Mustafi, Monreal Bellerín, Ramsey (69' Welbeck), Xhaka, Gibbs (69' Iwobi) Özil, Giroud (85' Walcott), Sánchez                             | 22' Bellerín 54' Monreal 55' Özil 90+2' Mustafi |
| 21 mei 2017 16:00 Emirates Stadium Londen           | Arsenal FC                                      | 3-1                         | Everton FC                                                          | Čech Gabriel (53' Mertesacker), Koscielny, Holding Bellerín, Ramsey, Xhaka (62' Coquelin), Monreal Özil, Welbeck, Sánchez (68' Iwobi)                   | 14' Koscielny 52' Gabriel 62' Holding           |
| 21 mei 2017 16:00 Emirates Stadium Londen           | 8' Bellerín 27' Sánchez 90+1' Ramsey            | 1-0 2-0 2-1 3-1             | 58' Lukaku (pen.)                                                   | Čech Gabriel (53' Mertesacker), Koscielny, Holding Bellerín, Ramsey, Xhaka (62' Coquelin), Monreal Özil, Welbeck, Sánchez (68' Iwobi)                   | 14' Koscielny 52' Gabriel 62' Holding           |

### Overzicht
| Speeldag  | 1  | 2  | 3 | 4 | 5  | 6  | 7  | 8  | 9  | 10 | 11 | 12 | 13 | 14 | 15 | 16 | 17 | 18 | 19 | 20 | 21 | 22 | 23 | 24 | 25 | 26 | 27 | 28 | 29 | 30 | 31 | 32 | 33 | 34 | 35 | 36 | 37 | 38 |
| --------- | -- | -- | - | - | -- | -- | -- | -- | -- | -- | -- | -- | -- | -- | -- | -- | -- | -- | -- | -- | -- | -- | -- | -- | -- | -- | -- | -- | -- | -- | -- | -- | -- | -- | -- | -- | -- | -- |
| Resultaat | v  | g  | w | w | w  | w  | w  | w  | g  | w  | g  | g  | w  | w  | w  | v  | v  | w  | w  | g  | w  | w  | v  | v  | w  | v  | v  | g  | w  | v  | w  | w  | v  | w  | w  | w  | w  | w  |
| Punten    | 0  | 1  | 4 | 7 | 10 | 13 | 16 | 19 | 20 | 23 | 24 | 25 | 28 | 31 | 34 | 34 | 34 | 37 | 40 | 41 | 44 | 47 | 47 | 47 | 50 | 50 | 50 | 51 | 54 | 54 | 57 | 60 | 60 | 63 | 66 | 69 | 72 | 75 |
| Positie   | 14 | 13 | 8 | 6 | 4  | 3  | 3  | 2  | 2  | 2  | 4  | 4  | 4  | 2  | 2  | 3  | 4  | 4  | 3  | 5  | 4  | 2  | 3  | 4  | 4  | 5  | 6  | 6  | 5  | 6  | 6  | 6  | 6  | 6  | 5  | 5  | 5  | 5  |

## FA Cup
| FA Cup                                               |                                                                     |                     |                                                             | |                                              |
| Wedstrijddetails                                     | Thuisploeg                                                          | Uitslag             | Uitploeg                                                    | Opstelling | Kaarten                                      |
| 1/32 finale                                          |                                                                     |                     |                                                             | |                                              |
| 7 januari 2017 18:30 Deepdale Stadium Preston        | Preston North End (II)                                              | 1-2                 | Arsenal FC                                                  | Ospina Maitland-Niles (90+2' Holding), Mustafi, Gabriel, Monreal Ramsey, Xhaka, Iwobi Pérez (90+2' Reine-Adelaide), Giroud, Oxlade-Chamberlain (83' Welbeck) | 70' Gabriel                                  |
| 7 januari 2017 18:30 Deepdale Stadium Preston        | 7' Robinson                                                         | 0-1 1-1 1-2         | 46' Ramsey 89' Giroud                                       | Ospina Maitland-Niles (90+2' Holding), Mustafi, Gabriel, Monreal Ramsey, Xhaka, Iwobi Pérez (90+2' Reine-Adelaide), Giroud, Oxlade-Chamberlain (83' Welbeck) | 70' Gabriel                                  |
| 1/16 finale                                          |                                                                     |                     |                                                             | |                                              |
| 28 januari 2017 18:30 St. Mary's Stadium Southampton | Southampton FC                                                      | 0-5                 | Arsenal FC                                                  | Ospina Bellerín, Mustafi, Holding, Gibbs Oxlade-Chamberlain, Maitland-Niles, Reine-Adelaide (72' Iwobi) Walcott, Pérez, Welbeck (65' Sánchez)                |                                              |
| 28 januari 2017 18:30 St. Mary's Stadium Southampton |                                                                     | 0-1 0-2 0-3 0-4 0-5 | 15' Welbeck 22' Welbeck 35' Walcott 69' Walcott 84' Walcott | Ospina Bellerín, Mustafi, Holding, Gibbs Oxlade-Chamberlain, Maitland-Niles, Reine-Adelaide (72' Iwobi) Walcott, Pérez, Welbeck (65' Sánchez)                |                                              |
| 1/8 finale                                           |                                                                     |                     |                                                             | |                                              |
| 20 februari 2017 20:55 Borough Sports Ground Londen  | Sutton United (V)                                                   | 0-2                 | Arsenal FC                                                  | Ospina Gabriel, Mustafi, Holding, Monreal Elneny (46' Oxlade-Chamberlain), Xhaka, Reine-Adelaide (74' Maitland-Niles) Walcott, Pérez, Iwobi (74' Sánchez)    | 24' Xhaka 40' Reine-Adelaide                 |
| 20 februari 2017 20:55 Borough Sports Ground Londen  |                                                                     | 0-1 0-2             | 26' Pérez 55' Walcott                                       | Ospina Gabriel, Mustafi, Holding, Monreal Elneny (46' Oxlade-Chamberlain), Xhaka, Reine-Adelaide (74' Maitland-Niles) Walcott, Pérez, Iwobi (74' Sánchez)    | 24' Xhaka 40' Reine-Adelaide                 |
| Kwartfinale                                          |                                                                     |                     |                                                             | |                                              |
| 11 maart 2017 18:30 Emirates Stadium Londen          | Arsenal FC                                                          | 5-0                 | Lincoln City (V)                                            | Čech Bellerín, Mustafi, Koscielny, Gibbs Oxlade-Chamberlain (27' Özil), Xhaka (61' Coquelin), Ramsey Walcott, Giroud (65' Pérez), Sánchez                    | 24' Xhaka 37' Koscielny                      |
| 11 maart 2017 18:30 Emirates Stadium Londen          | 45+1' Walcott 53' Giroud 58' Waterfall (own) 72' Sánchez 75' Ramsey | 1-0 2-0 3-0 4-0 5-0 |                                                             | Čech Bellerín, Mustafi, Koscielny, Gibbs Oxlade-Chamberlain (27' Özil), Xhaka (61' Coquelin), Ramsey Walcott, Giroud (65' Pérez), Sánchez                    | 24' Xhaka 37' Koscielny                      |
| Halve finale                                         |                                                                     |                     |                                                             | |                                              |
| 23 april 2017 16:00 Wembley Stadium Londen           | Arsenal FC                                                          | 2-1                 | Manchester City                                             | Čech Gabriel, Koscielny, Holding Oxlade-Chamberlain (105+1' Bellerín), Ramsey, Xhaka, Monreal Özil (119' Coquelin), Giroud (83' Welbeck), Sánchez            | 25' Sánchez 105' Xhaka                       |
| 23 april 2017 16:00 Wembley Stadium Londen           | 71' Monreal 101' Sánchez                                            | 0-1 1-1 2-1         | 62' Agüero                                                  | Čech Gabriel, Koscielny, Holding Oxlade-Chamberlain (105+1' Bellerín), Ramsey, Xhaka, Monreal Özil (119' Coquelin), Giroud (83' Welbeck), Sánchez            | 25' Sánchez 105' Xhaka                       |
| Finale                                               |                                                                     |                     |                                                             | |                                              |
| 27 mei 2017 18:30 Wembley Stadium Londen             | Arsenal FC                                                          | 2-1                 | Chelsea FC                                                  | Ospina Holding, Mertesacker, Monreal Bellerín, Ramsey, Xhaka, Oxlade-Chamberlain (82' Coquelin) Özil, Welbeck (78' Giroud), Sánchez (90+3' Elneny)           | 9' Ramsey 53' Holding 81' Xhaka 83' Coquelin |
| 27 mei 2017 18:30 Wembley Stadium Londen             | 4' Sánchez 79' Ramsey                                               | 1-0 1-1 2-1         | 76' Costa                                                   | Ospina Holding, Mertesacker, Monreal Bellerín, Ramsey, Xhaka, Oxlade-Chamberlain (82' Coquelin) Özil, Welbeck (78' Giroud), Sánchez (90+3' Elneny)           | 9' Ramsey 53' Holding 81' Xhaka 83' Coquelin |

## League Cup
| League Cup                                         |                                               |                 |                                                               | |                                |
| Wedstrijddetails                                   | Thuisploeg                                    | Uitslag         | Uitploeg                                                      | Opstelling | Kaarten                        |
| 1/16 finale                                        |                                               |                 |                                                               | |                                |
| 20 september 2016 20:45 City Ground West Bridgford | Nottingham Forest (II)                        | 0-4             | Arsenal FC                                                    | Martínez Maitland-Niles (87' Bielik), Holding, Gabriel, Gibbs Xhaka, Elneny, Reine-Adelaide (83' Zelalem) Oxlade-Chamberlain, Pérez, Akpom (83' Willock)     | 37' Holding                    |
| 20 september 2016 20:45 City Ground West Bridgford |                                               | 0-1 0-2 0-3 0-4 | 23' Xhaka 60' Pérez (pen.) 71' Pérez 90+3' Oxlade-Chamberlain | Martínez Maitland-Niles (87' Bielik), Holding, Gabriel, Gibbs Xhaka, Elneny, Reine-Adelaide (83' Zelalem) Oxlade-Chamberlain, Pérez, Akpom (83' Willock)     | 37' Holding                    |
| 1/8 finale                                         |                                               |                 |                                                               | |                                |
| 25 oktober 2016 20:45 Emirates Stadium Londen      | Arsenal FC                                    | 2-0             | Reading FC (II)                                               | Martínez Jenkinson, Holding, Gabriel, Gibbs Elneny, Maitland-Niles, Iwobi Oxlade-Chamberlain (80' Zelalem), Pérez (72' Willock), Reine-Adelaide (66' Giroud) |                                |
| 25 oktober 2016 20:45 Emirates Stadium Londen      | 33' Oxlade-Chamberlain 78' Oxlade-Chamberlain | 1-0 2-0         |                                                               | Martínez Jenkinson, Holding, Gabriel, Gibbs Elneny, Maitland-Niles, Iwobi Oxlade-Chamberlain (80' Zelalem), Pérez (72' Willock), Reine-Adelaide (66' Giroud) |                                |
| Kwartfinale                                        |                                               |                 |                                                               | |                                |
| 30 november 2016 20:45 Emirates Stadium Londen     | Arsenal FC                                    | 0-2             | Southampton FC                                                | Martínez Jenkinson (64' Maitland-Niles), Holding, Gabriel, Gibbs Coquelin, Elneny (43' Xhaka), Ramsey Reine-Adelaide (62' Oxlade-Chamberlain), Pérez, Iwobi  | 29' Elneny 33' Iwobi 80' Pérez |
| 30 november 2016 20:45 Emirates Stadium Londen     |                                               | 0-1 0-2         | 13' Clasie 38' Bertrand                                       | Martínez Jenkinson (64' Maitland-Niles), Holding, Gabriel, Gibbs Coquelin, Elneny (43' Xhaka), Ramsey Reine-Adelaide (62' Oxlade-Chamberlain), Pérez, Iwobi  | 29' Elneny 33' Iwobi 80' Pérez |

## UEFA Champions League
| UEFA Champions League                           |                                                                           |                         |                                                                 | |                                                            |
| Wedstrijddetails                                | Thuisploeg                                                                | Uitslag                 | Uitploeg                                                        | Opstelling | Kaarten                                                    |
| Groepsfase                                      |                                                                           |                         |                                                                 | |                                                            |
| 13 september 2016 20:45 Parc des Princes Parijs | Paris Saint-Germain                                                       | 1-1                     | Arsenal FC                                                      | Ospina Bellerín, Mustafi, Koscielny, Monreal Coquelin (71' Xhaka), Cazorla, Özil (85' Elneny) Oxlade-Chamberlain (63' Giroud), Sánchez, Iwobi | 24' Coquelin 88' Giroud 90+3' Giroud                       |
| 13 september 2016 20:45 Parc des Princes Parijs | 1' Cavani                                                                 | 1-0 1-1                 | 77' Sánchez                                                     | Ospina Bellerín, Mustafi, Koscielny, Monreal Coquelin (71' Xhaka), Cazorla, Özil (85' Elneny) Oxlade-Chamberlain (63' Giroud), Sánchez, Iwobi | 24' Coquelin 88' Giroud 90+3' Giroud                       |
| 28 september 2016 20:45 Emirates Stadium Londen | Arsenal FC                                                                | 2-0                     | FC Basel                                                        | Ospina Bellerín, Mustafi, Koscielny, Monreal (75' Gibbs) Cazorla, Xhaka, Özil Walcott (70' Oxlade-Chamberlain), Sánchez, Iwobi (70' Elneny)   |                                                            |
| 28 september 2016 20:45 Emirates Stadium Londen | 7' Walcott 26' Walcott                                                    | 1-0 2-0                 |                                                                 | Ospina Bellerín, Mustafi, Koscielny, Monreal (75' Gibbs) Cazorla, Xhaka, Özil Walcott (70' Oxlade-Chamberlain), Sánchez, Iwobi (70' Elneny)   |                                                            |
| 19 oktober 2016 20:45 Emirates Stadium Londen   | Arsenal FC                                                                | 6-0                     | PFK Ludogorets                                                  | Ospina Bellerín, Mustafi, Koscielny, Gibbs Cazorla (57' Elneny), Coquelin, Özil Walcott (62' Pérez), Sánchez (73' Iwobi), Oxlade-Chamberlain  |                                                            |
| 19 oktober 2016 20:45 Emirates Stadium Londen   | 12' Sánchez 42' Walcott 46' Oxlade-Chamberlain 56' Özil 83' Özil 87' Özil | 1-0 2-0 3-0 4-0 5-0 6-0 |                                                                 | Ospina Bellerín, Mustafi, Koscielny, Gibbs Cazorla (57' Elneny), Coquelin, Özil Walcott (62' Pérez), Sánchez (73' Iwobi), Oxlade-Chamberlain  |                                                            |
| 1 november 2016 20:45 Loedogorets Arena Razgrad | PFK Ludogorets                                                            | 2-3                     | Arsenal FC                                                      | Ospina Jenkinson, Mustafi, Koscielny, Gibbs Coquelin, Xhaka (87' Elneny), Özil Ramsey (75' Oxlade-Chamberlain), Giroud, Sánchez (90' Iwobi)   | 59' Coquelin 66' Xhaka 70' Jenkinson                       |
| 1 november 2016 20:45 Loedogorets Arena Razgrad | 12' Cafu 15' Keșerü                                                       | 1-0 2-0 2-1 2-2 2-3     | 20' Xhaka 41' Giroud 87' Özil                                   | Ospina Jenkinson, Mustafi, Koscielny, Gibbs Coquelin, Xhaka (87' Elneny), Özil Ramsey (75' Oxlade-Chamberlain), Giroud, Sánchez (90' Iwobi)   | 59' Coquelin 66' Xhaka 70' Jenkinson                       |
| 23 november 2016 20:45 Emirates Stadium Londen  | Arsenal FC                                                                | 2-2                     | Paris Saint-Germain                                             | Ospina Jenkinson (81' Oxlade-Chamberlain), Mustafi, Koscielny, Gibbs Ramsey, Coquelin (80' Walcott), Özil Sánchez, Giroud, Iwobi (78' Xhaka)  | 34' Coquelin 53' Koscielny                                 |
| 23 november 2016 20:45 Emirates Stadium Londen  | 45+1' Giroud (pen.) 60' Verratti (own)                                    | 0-1 1-1 2-1 2-2         | 18' Cavani 77' Iwobi (own)                                      | Ospina Jenkinson (81' Oxlade-Chamberlain), Mustafi, Koscielny, Gibbs Ramsey, Coquelin (80' Walcott), Özil Sánchez, Giroud, Iwobi (78' Xhaka)  | 34' Coquelin 53' Koscielny                                 |
| 6 december 2016 20:45 St. Jakob-Park Bazel      | FC Basel                                                                  | 1-4                     | Arsenal FC                                                      | Ospina Gabriel, Holding, Koscielny, Gibbs Ramsey (70' Giroud), Xhaka, Özil (74' Walcott) Pérez, Sánchez (70' Elneny), Iwobi                   | 36' Gibbs                                                  |
| 6 december 2016 20:45 St. Jakob-Park Bazel      | 78' Doumbia                                                               | 0-1 0-2 0-3 0-4 1-4     | 8' Pérez 16' Pérez 47' Pérez 53' Iwobi                          | Ospina Gabriel, Holding, Koscielny, Gibbs Ramsey (70' Giroud), Xhaka, Özil (74' Walcott) Pérez, Sánchez (70' Elneny), Iwobi                   | 36' Gibbs                                                  |
| 1/8 finale                                      |                                                                           |                         |                                                                 | |                                                            |
| 15 februari 2017 20:45 Allianz Arena München    | Bayern München                                                            | 5-1                     | Arsenal FC                                                      | Ospina Bellerín, Mustafi, Koscielny (49' Gabriel), Gibbs Coquelin (77' Giroud), Xhaka, Özil Iwobi (66' Walcott), Sánchez, Oxlade-Chamberlain  | 15' Mustafi 33' Sánchez 60' Xhaka                          |
| 15 februari 2017 20:45 Allianz Arena München    | 11' Robben 53' Lewandowski 56' Thiago 63' Thiago 88' Müller               | 1-0 1-1 2-1 3-1 4-1 5-1 | 30' Sánchez                                                     | Ospina Bellerín, Mustafi, Koscielny (49' Gabriel), Gibbs Coquelin (77' Giroud), Xhaka, Özil Iwobi (66' Walcott), Sánchez, Oxlade-Chamberlain  | 15' Mustafi 33' Sánchez 60' Xhaka                          |
| 7 maart 2017 20:45 Emirates Stadium Londen      | Arsenal FC                                                                | 1-5                     | Bayern München                                                  | Ospina Bellerín, Mustafi, Koscielny, Monreal Xhaka, Oxlade-Chamberlain, Ramsey (72' Coquelin) Walcott, Giroud (72' Özil), Sánchez (73' Pérez) | 39' Walcott 54' Koscielny 61' Oxlade-Chamberlain 79' Xhaka |
| 7 maart 2017 20:45 Emirates Stadium Londen      | 20' Walcott                                                               | 1-0 1-1 1-2 1-3 1-4 1-5 | 55' Lewandowski (pen.) 68' Robben 78' Costa 80' Vidal 85' Vidal | Ospina Bellerín, Mustafi, Koscielny, Monreal Xhaka, Oxlade-Chamberlain, Ramsey (72' Coquelin) Walcott, Giroud (72' Özil), Sánchez (73' Pérez) | 39' Walcott 54' Koscielny 61' Oxlade-Chamberlain 79' Xhaka |

### Klassement groepsfase
| #  | Club                | GS | W | G | V | DV | DT | DS  | PTN |
| -- | ------------------- | -- | - | - | - | -- | -- | --- | --- |
| 1. | Arsenal FC          | 6  | 4 | 2 | 0 | 18 | 6  | +12 | 14  |
| 2. | Paris Saint-Germain | 6  | 3 | 3 | 0 | 13 | 7  | +6  | 12  |
| 3. | PFK Ludogorets      | 6  | 0 | 3 | 3 | 6  | 15 | −9  | 3   |
| 4. | FC Basel            | 6  | 0 | 2 | 4 | 3  | 12 | −9  | 2   |

## Statistieken
De speler met de meeste wedstrijden en goals is in het geel aangeduid.
| Nr. | Naam                    | Premier League | Premier League | FA Cup | FA Cup | League Cup | League Cup | Champions League | Champions League | Totaal | Totaal |
| Nr. | Naam                    | Wed            | Goals          | Wed    | Goals  | Wed        | Goals      | Wed              | Goals            | Wed    | Goals  |
| --- | ----------------------- | -------------- | -------------- | ------ | ------ | ---------- | ---------- | ---------------- | ---------------- | ------ | ------ |
| 2.  | Mathieu Debuchy         | 1              | 0              | 0      | 0      | 0          | 0          | 0                | 0                | 1      | 0      |
| 3.  | Kieran Gibbs            | 11             | 0              | 2      | 0      | 3          | 0          | 6                | 0                | 22     | 0      |
| 4.  | Per Mertesacker         | 1              | 0              | 1      | 0      | 0          | 0          | 0                | 0                | 2      | 0      |
| 5.  | Gabriel Paulista        | 19             | 0              | 3      | 0      | 3          | 0          | 2                | 0                | 27     | 0      |
| 6.  | Laurent Koscielny       | 33             | 2              | 2      | 0      | 0          | 0          | 8                | 0                | 43     | 2      |
| 7.  | Alexis Sánchez          | 38             | 24             | 5      | 3      | 0          | 0          | 8                | 3                | 51     | 30     |
| 8.  | Aaron Ramsey            | 23             | 1              | 4      | 3      | 1          | 0          | 4                | 0                | 32     | 4      |
| 9.  | Lucas Pérez             | 11             | 1              | 4      | 1      | 3          | 2          | 3                | 3                | 21     | 7      |
| 10. | Jack Wilshere           | 2              | 0              | 0      | 0      | 0          | 0          | 0                | 0                | 2      | 0      |
| 11. | Mesut Özil              | 33             | 8              | 3      | 0      | 0          | 0          | 8                | 4                | 44     | 12     |
| 12. | Olivier Giroud          | 29             | 12             | 4      | 2      | 1          | 0          | 6                | 2                | 40     | 16     |
| 13. | David Ospina            | 2              | 0              | 4      | 0      | 0          | 0          | 8                | 0                | 14     | 0      |
| 14. | Theo Walcott            | 28             | 10             | 3      | 5      | 0          | 0          | 6                | 4                | 37     | 19     |
| 15. | Alex Oxlade-Chamberlain | 29             | 2              | 6      | 0      | 3          | 3          | 7                | 1                | 45     | 6      |
| 16. | Rob Holding             | 9              | 0              | 5      | 0      | 3          | 0          | 1                | 0                | 18     | 0      |
| 17. | Alex Iwobi              | 26             | 3              | 3      | 0      | 2          | 0          | 7                | 1                | 38     | 4      |
| 18. | Nacho Monreal           | 36             | 0              | 4      | 1      | 0          | 0          | 3                | 0                | 43     | 1      |
| 19. | Santi Cazorla           | 8              | 2              | 0      | 0      | 0          | 0          | 3                | 0                | 11     | 2      |
| 20. | Shkodran Mustafi        | 26             | 2              | 4      | 0      | 0          | 0          | 7                | 0                | 37     | 2      |
| 21. | Calum Chambers          | 1              | 0              | 0      | 0      | 0          | 0          | 0                | 0                | 1      | 0      |
| 22. | Yaya Sanogo             | 0              | 0              | 0      | 0      | 0          | 0          | 0                | 0                | 0      | 0      |
| 23. | Danny Welbeck           | 16             | 2              | 4      | 2      | 0          | 0          | 0                | 0                | 20     | 4      |
| 24. | Héctor Bellerín         | 33             | 1              | 4      | 0      | 0          | 0          | 5                | 0                | 42     | 1      |
| 25. | Carl Jenkinson          | 1              | 0              | 0      | 0      | 2          | 0          | 2                | 0                | 5      | 0      |
| 26. | Damián Martínez         | 2              | 0              | 0      | 0      | 3          | 0          | 0                | 0                | 5      | 0      |
| 29. | Granit Xhaka            | 32             | 2              | 5      | 0      | 2          | 1          | 7                | 1                | 46     | 4      |
| 32. | Chuba Akpom             | 0              | 0              | 0      | 0      | 1          | 0          | 0                | 0                | 1      | 0      |
| 33. | Petr Čech               | 35             | 0              | 2      | 0      | 0          | 0          | 0                | 0                | 37     | 0      |
| 34. | Francis Coquelin        | 29             | 0              | 3      | 0      | 1          | 0          | 6                | 0                | 39     | 0      |
| 35. | Mohamed Elneny          | 14             | 0              | 2      | 0      | 3          | 0          | 5                | 0                | 24     | 0      |
| 37. | Krystian Bielik         | 0              | 0              | 0      | 0      | 1          | 0          | 0                | 0                | 1      | 0      |
| 40. | Gedion Zelalem          | 0              | 0              | 0      | 0      | 2          | 0          | 0                | 0                | 2      | 0      |
| 54. | Jeff Reine-Adélaïde     | 0              | 0              | 3      | 0      | 3          | 0          | 0                | 0                | 6      | 0      |
| 55. | Ainsley Maitland-Niles  | 1              | 0              | 3      | 0      | 3          | 0          | 0                | 0                | 7      | 0      |
| 68. | Chris Willock           | 0              | 0              | 0      | 0      | 2          | 0          | 0                | 0                | 2      | 0      |

## Afbeeldingen

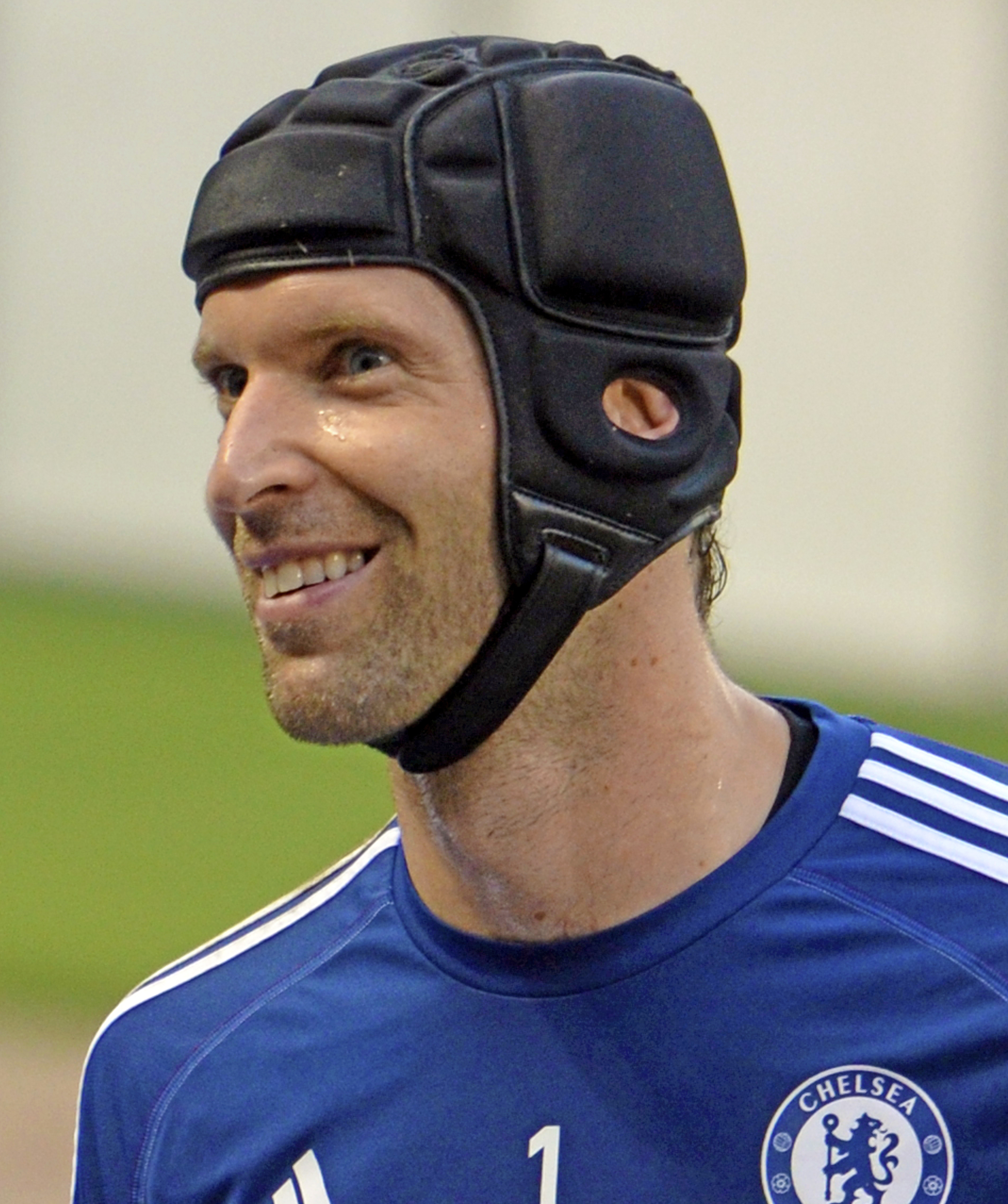
Petr Čech (doelman)
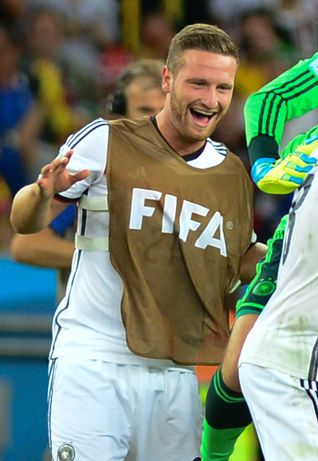
Shkodran Mustafi (verdediger)
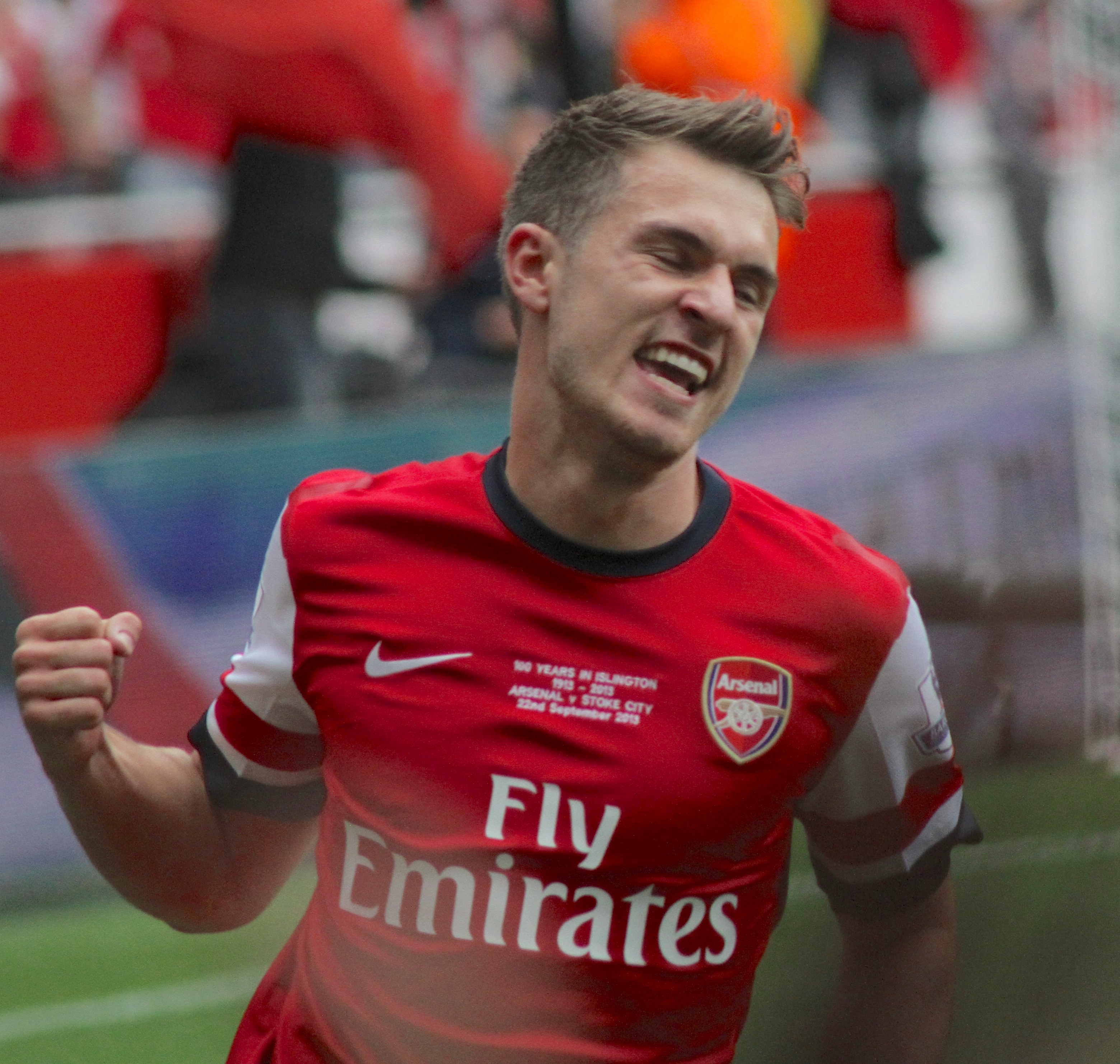
Aaron Ramsey (middenvelder)
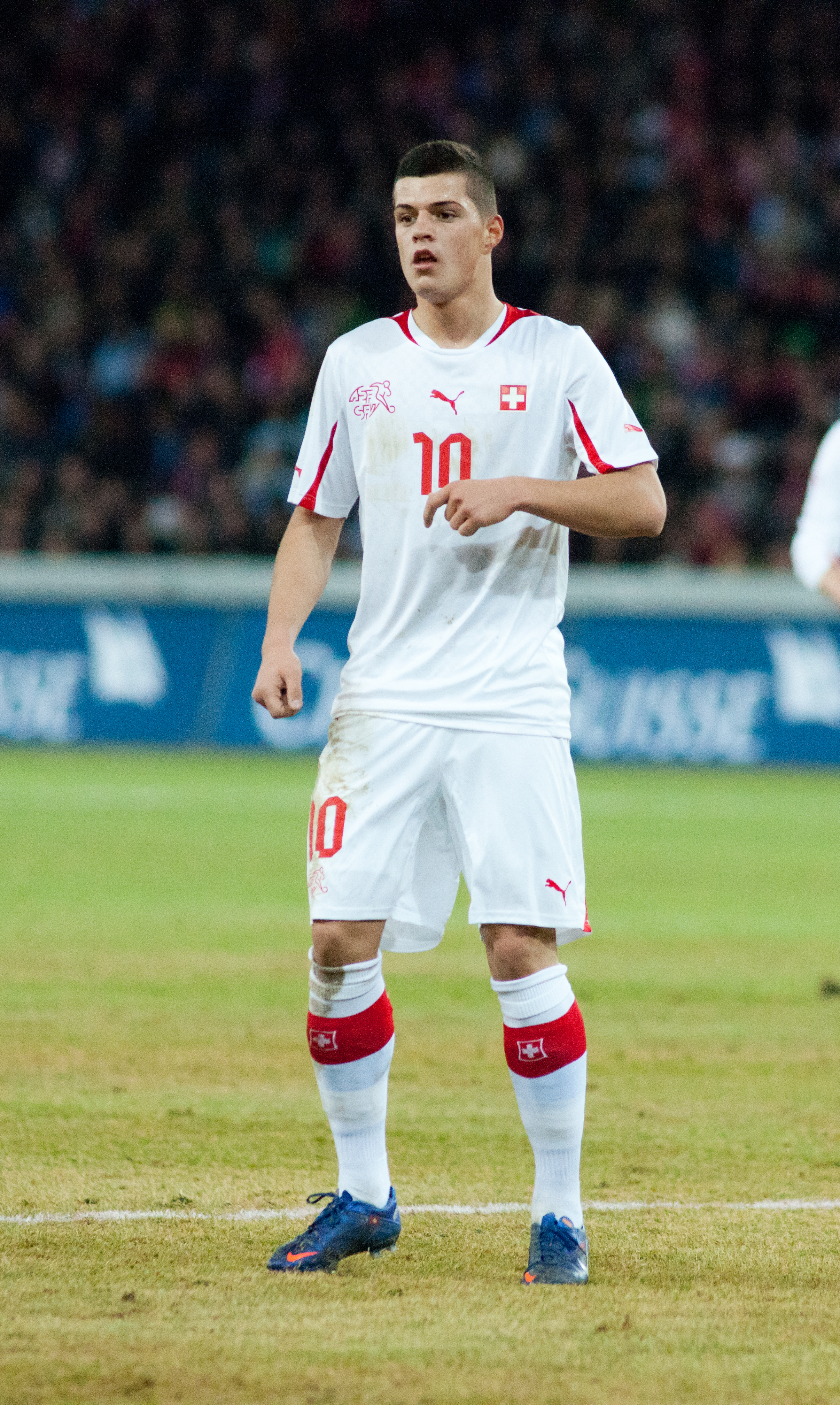
Granit Xhaka (middenvelder)
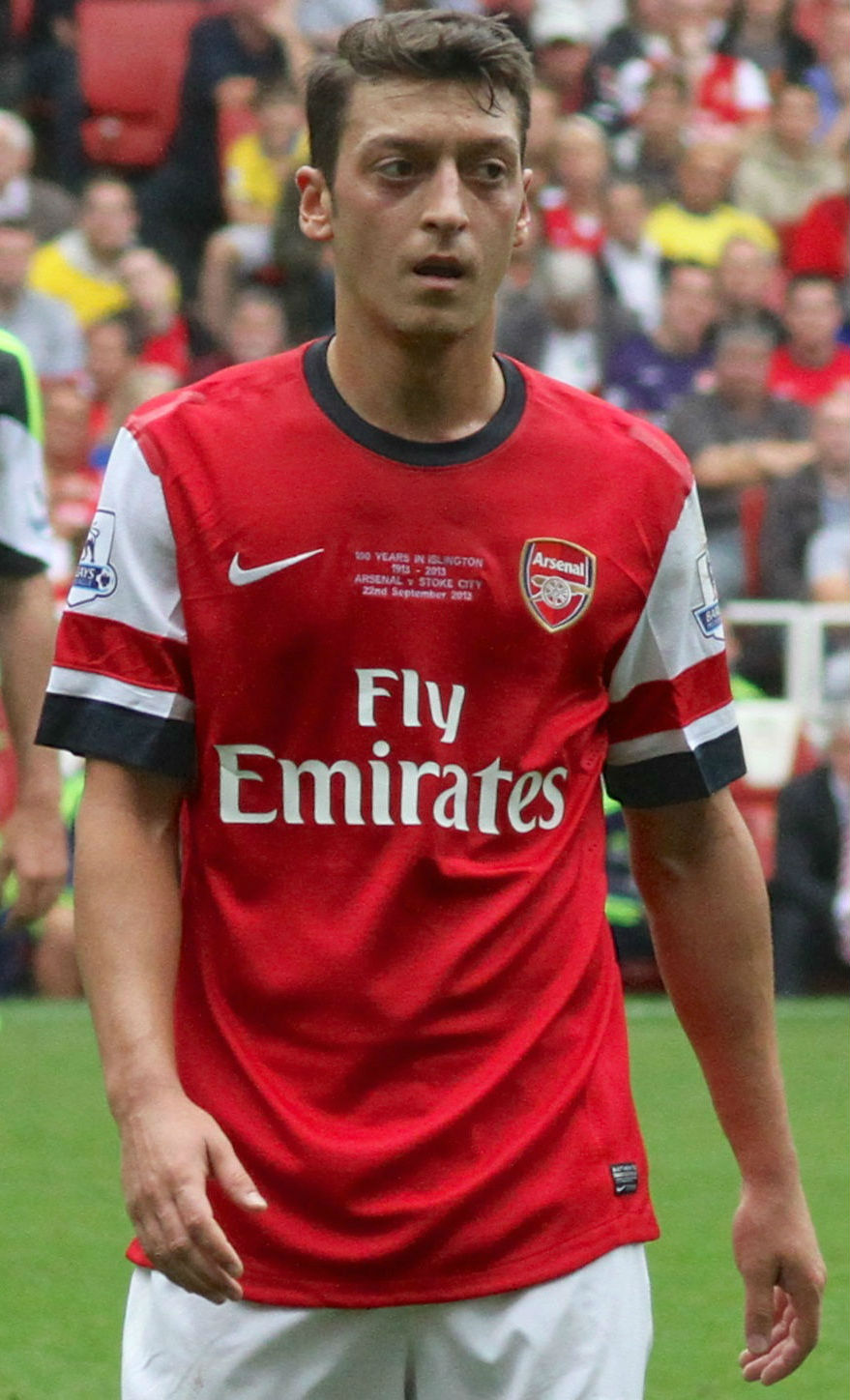
Mesut Özil (middenvelder)
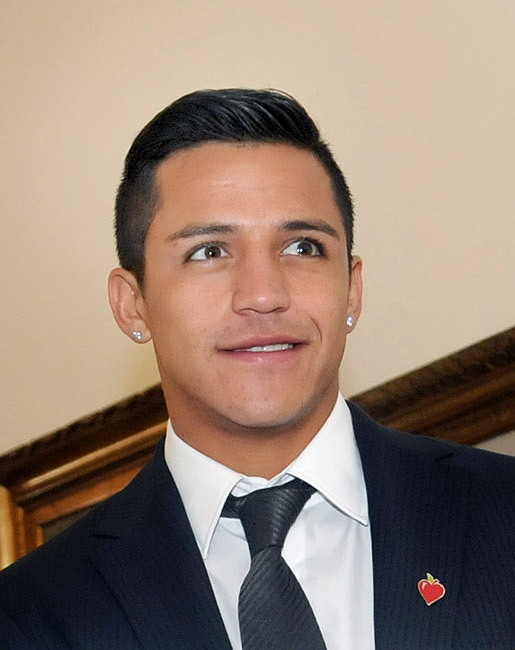
Alexis Sánchez (aanvaller)
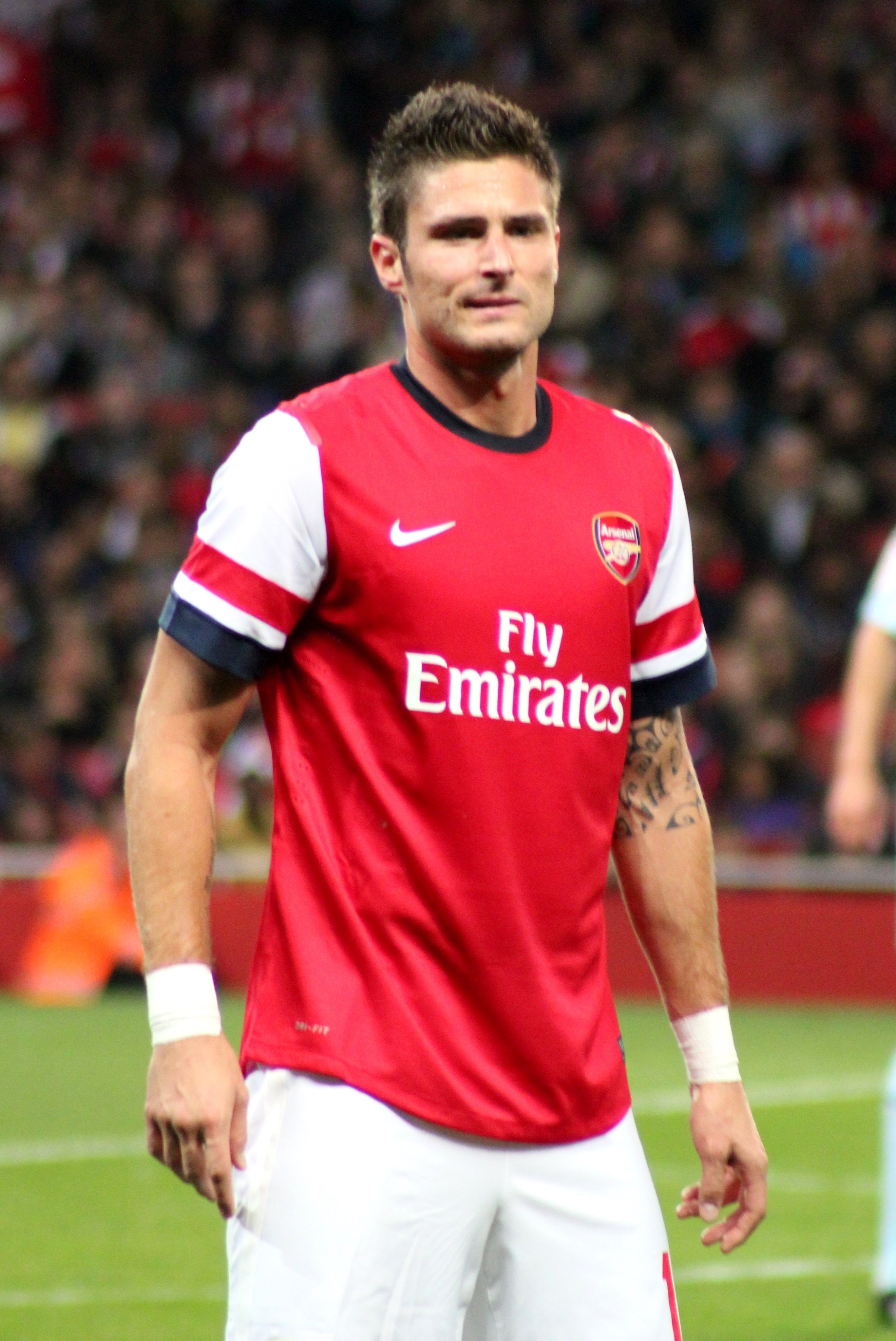
Olivier Giroud (aanvaller)